# Lasörlinghütte
Die Lasörlinghütte ist eine private Schutzhütte in der Lasörlinggruppe in Tirol. Die Hütte liegt im hintersten Mullitztal, dem sogenannten Glauret (Geröll), wo bereits in prähistorischer Zeit Kupferbergbau betrieben wurde.

## Geschichte
1982 ließen Johann und Frieda Wurnitsch die Lasörlinghütte errichten. Nach dem Baubeginn vom 14. April 1982 wurde die Hütte innerhalb von drei Monaten fertiggestellt. Am 31. Juli 1982 folgte die Eröffnung und Weihe durch Pfarrer Rottländer.
Anfang 2021 hat Heidi Bender die Hütte erworben und betreibt sie seitdem mit ihrem Partner Christian. Seit der Übernahme wurde am Hauptgebäude das Dach ebenso wie die Fassade erneuert und 2022 die Technik im Wasserkraftwerk modernisiert. 2023 finden Renovierungsarbeiten an den Nebengebäuden statt.

## Ausstattung
Das Hauptgebäude der Hütte verfügt über 3 Etagen. Im Erdgeschoße befinden sich Küche, Gaststube, Sanitäranlagen und der Schuhraum. Im Obergeschoß sind weitere Sanitäranlage und Zimmer, im Dachgeschoß die Matratzenlager (gesamt 8 Zimmer und 2 Matratzenlager). Ein leistungsstarkes eigenes Wasserkraftwerk versorgt die Hütte mit Strom mit dem auch die Heizung betrieben und Warmwasser erzeugt wird. Die Hüttenvorsgung erfolgt über die Forststraße die aus dem Virgental (Welzelach) durch das Mullitztal hinaufführt bis zum Talschluss oberhalb der Raineralm, von wo der Transport über die letzten 300 Höhenmeter mittels Materialseilbahn erfolgt. Neben dem Hauptgebäude befindet sich ein Teil der Unterkünfte in zwei der drei Nebengebäude.

## Aufstieg
- Von Welzelach, Gemeinde Virgen, durch das Mullitztal, Gehzeit: 3 bis 3½ Stunden[4]
- Von Prägraten am Großvenediger über das Lasnitzental via Lasnitzenhütte und Prägrater Törl, Gehzeit: 6 Stunden[5]
- Von Virgen mit dem Hüttentaxi zur Wetterkreuzhütte, danach zur Zupalseehütte, Merschenalm und Merschenhöhe, Gehzeit: 5 Stunden[6]

## Touren
- Lasörling (3098 m): Gehzeit 3 Stunden
- Scheibe (2785 m)
- Virger Törl
- Gritzer See
- Wohl (2772 m): Gehzeit 1½ Stunden
- Säule
- Berger Törl
- Prägrater Törl

## Übergang zu anderen Hütten
- Zupalseehütte
- Speikbodenhütte
- Bergeralm
- Bergerseehütte
- Lasnitzenhütte
- Neue Reichenberger Hütte